# براندون کوزن
براندون کوزن (انگلیسی: Brandon Kozun؛ زادهٔ ۸ مارس ۱۹۹۰) بازیکن هاکی روی یخ اهل کانادا است.